# Ленгенфельд (Фогтланд)
Ленгенфельд (нім. Lengenfeld) — місто в Німеччині, розташоване в землі Саксонія. Входить до складу району Фогтланд.
Площа — 47,16 км2. Населення становить 7042 ос. (станом на 31 грудня 2020).